# Energieprestatiecoëfficiënt
De Energieprestatiecoëfficiënt (EPC) is een index die de energetische efficiëntie van nieuwbouw aangeeft, en wordt bepaald door berekeningen vastgelegd in de norm NEN 7120 die sinds 1 juli 2012 de normen NPR 2916 (utiliteitsbouw) en NPR 5128 (woningbouw) vervangt. In Nederland geldt voor woningbouw sinds 2006 een eis van 0,8. De EPC-berekening is opgenomen in het bouwbesluit, en sinds 1995 is het verplicht deze bij een bouwaanvraag in te dienen. Vanaf 2011 geldt de strengere norm van 0,6 voor woningen. Vanaf 2015 is de EPC-norm voor woningen veranderd naar 0,4. Per 1 januari 2021 wordt de EPC vervangen door de BENG (Bijna Energie Neutrale Gebouwen). In de onderstaande tabel staan alle EPC-eisen sinds 1 januari 2015.
| Functie                       | Energieprestatiecoëfficiënt (EPC) |
| ----------------------------- | --------------------------------- |
| Woningen en Woongebouwen      | 0,4                               |
| Bijeenkomstfunctie            | 1,1                               |
| Celfunctie                    | 1,0                               |
| Gezondheidszorg met bedgebied | 1,8                               |
| Gezondheidszorg anders        | 0,8                               |
| Kantoorfunctie                | 0,8                               |
| Logiesfunctie in logiesgebouw | 1,0                               |
| Onderwijsfunctie              | 0,7                               |
| Sportfunctie                  | 0,9                               |
| Winkelfunctie                 | 1,7                               |

## Woningbouw
De energieprestatiecoëfficiënt van een woning drukt de energetische prestatie van een woning uit. De waarde 1,0 is ongeveer wat een gemiddelde woning in 1990 presteerde. Een woning met een EPC van 0,6 gebruikt dus nog maar 60% van de energie, die zo'n woning twintig jaar terug gebruikt zou hebben. In de onderstaande tabel staat de ontwikkeling van de EPC-eis voor woningen.
| Ingangsdatum | Energieprestatiecoëfficiënt (EPC) |
| ------------ | --------------------------------- |
| 1-1-1996     | 1,4                               |
| 1-1-1998     | 1,2                               |
| 1-1-2000     | 1,0                               |
| 1-1-2006     | 0,8                               |
| 1-1-2011     | 0,6                               |
| 1-1-2015     | 0,4                               |

Voor woningen gold in 1990 de NEN 1068, uitgave 1981, waarin voor de woningschil een isolatiewaarde van 1,3 m²K/W (vierkante meter . graad kelvin per watt)  is vastgesteld en die redelijkerwijs door veroudering, ventilatie en glastoepassing in gevels verlaagd kan worden tot 1 m²K/W. Die isolatiewaarde is een warmteweerstand en wordt Rc genoemd. Daardoor wordt de gemiddelde warmtegeleiding 1/Rc is 1 W/m²K. Wanneer de warmtedoorlating door de woningschil wordt vervangen door een schijnbare warmtedoorlating door de vloeren, dan kan die waarde voor vrijstaande woningen met ± 2,5 worden vermenigvuldigd, omdat daar het oppervlak van de vloeren ± 2,5 keer kleiner is dan de woningschil. Bij een gemiddeld temperatuurverschil tussen binnen en buiten van 10° per jaar wordt het jaarlijks energieverbruik per m² vloer, voor oudere, vrijstaande woningen alleen voor verwarming: 1 W/m²K x 2,5 x 10° x 32·106s per jaar = 0,8 GJ/m².jaar. Deze uitkomst is een warmtedoorgangscoëfficiënt en dus geen energieprestatiecoëfficiënt, die aangevuld moet worden met het elektriciteitsverbruik en verminderd met eigen energieopwekking. Die aanvulling en vermindering zijn samen in het algemeen minder dan 10% en dus praktisch verwaarloosbaar, waardoor de energieprestatiecoëfficiënt voor vrijstaande woningen 0,8/Rc wordt, die echter niet overeenkomt met tabellen, waarin de uitkomst 2,5 x zo hoog is. Aangepast geldt: EPC = 2 / Rc voor vrijstaande woningen.   Bij smalle tussenwoningen kan het verhoudingsgetal 2,5 zelfs 1 zijn, zodat daar geldt: EPC = 0,8 / Rc. Een algemene indeling kan worden aangenomen voor: tussenwoningen van 1 tot 1,5, eindwoningen van 1,5 tot 2 en voor vrijstaande woningen 2 tot 3.
Onderstaand is tabellarisch de relatie tussen de EPC en de Rc bij benadering weergegeven.
| code | EPC  | Uc   | Rc   | isolatie      |
| ---- | ---- | ---- | ---- | ------------- |
| A    | 1    | 0,5  | 2    | 8 cm isolatie |
| B    | 1,2  | 0,6  | 1,66 | 6 cm isolatie |
| C    | 1,5  | 0,75 | 1,33 | 4 cm isolatie |
| D    | 1,8  | 0,9  | 1,11 | iets isolatie |
| E    | 2,2  | 1,11 | 0,9  | min. db. glas |
| F    | 2,86 | 1,43 | 0,7  | min. spouw    |
| G    | 4    | 2    | 0,5  | geen spouw    |

Deze tabel geldt voor vrijstaande woningen. Voor tussenwoningen kan de EPC gehalveerd zijn, waardoor voor oudere, vrijstaande woningen het verplicht wordt, om een nieuwe gevel met isolatie tegen de oude te plaatsen. Die gevel vereist een nieuwe fundering, past niet meer onder het dak en heeft veel aanhelingsproblemen.
De energieprestatie van een woning gaat over het gebouwgebonden energiegebruik. Dat is de energie die nodig is voor het verwarmen of koelen van het binnenklimaat, het warm tapwater en de verlichting. 
Voor warmtewoningen, woningen aangesloten op een stadswarmtenet, gelden echter andere regels. Hier mag de energieprestatie van het (duurzame) restwarmtegebruik in het warmtenet worden toegerekend aan de EPC van de woning. Hierdoor mag bij de bouw van de warmtewoning op isolatiemaatregelen worden bespaard, terwijl toch de wettelijk voorgeschreven EPC-waarde wordt gehaald. 
De energieprestatie gaat niet over het overige huishoudelijk energiegebruik zoals nodig voor koken, wassen, koelkast, en andere apparatuur. Bovendien is uitgegaan van een referentiejaar voor het buitenklimaat en een standaard bewonersgedrag. De werkelijkheid wijkt meestal sterk af van deze uitgangspunten. Daardoor zal het genormeerde berekende energiegebruik meestal niet overeenkomen met wat bewoners op hun gas- en elektriciteitsmeter aflezen. Immers ieder jaar is het buitenklimaat anders en iedere bewoner stookt anders en gaat anders om met zijn woning. Bovendien zitten er een aantal afrondingen in de norm om er voor te zorgen dat de norm nog hanteerbaar is.
De energieprestatie-eis zegt alleen iets over de minimale energetische kwaliteit waaraan een woning moet voldoen. De indiener van een bouwaanvraag voor een woning mag zelf bepalen met welke maatregelen aan de eis wordt voldaan: extra isoleren, betere installaties of de toepassing van duurzame energie. Door deze opzet heeft een architect of opdrachtgever redelijk wat vrijheid om te voldoen aan de wet en kan hij de maatregelen aanpassen aan de specifieke situatie (bijvoorbeeld door bij een woning die helemaal in schaduw staat geen zonnepanelen te gebruiken en wel de ramen extra goed te isoleren). Het belangrijkste nadeel is dat de eis hierdoor best wel ingewikkeld wordt. Alleen met een uitgebreide berekening is te bepalen hoe hoog de EPC van een gebouw is, en of er dus voldaan wordt aan de wet.
Een belangrijk principe van de prestatienorm is, dat ongeacht het type, de vorm, of, de grootte van de woning, dat gelijksoortige maatregelen tot min of meer dezelfde prestatie leiden. Anders uitgelegd: grote woningen of woningen met veel dak- of geveloppervlak mogen dus meer energie gebruiken om aan dezelfde prestatie-eis te voldoen dan kleine compacte woningen.

## BENG (-eisen)
Voortvloeiend uit het Energieakkoord voor duurzame groei en uit de Europese richtlijn EPBD (Energy Performance of Buildings Directive), werden in 2015 de nieuwe voorgenomen BENG-eisen gepubliceerd in een brief van het ministerie van Binnenlandse Zaken en Koninkrijksrelaties aan de Tweede Kamer. Deze eisen voor ‘Bijna Energie Neutrale Gebouwen’ vervangen per 1 januari 2020 de Energieprestatiecoëfficiënt. Eind 2018 werden de concept-eisen voor BENG aangepast en is men overgestapt op de bepalingsmethode NTA 8800 in plaats van NEN 7120.
Een belangrijk verschil tussen EPC en BENG is de overstap van een dimensieloze indicator naar de eenheid kWh/m². Waar bij de EPC wordt gecorrigeerd voor de grootte van het gebruiks- en verliesoppervlak van een gebouw, zodat vergelijkbare maatregelen dezelfde score opleveren bij verschillende gebouwsoorten, is dit bij BENG niet langer het geval. Hoek- of vrijstaande woningen moeten onder BENG bijvoorbeeld meer maatregelen treffen dan tussenwoningen. Daarnaast moet voortaan aan drie indicatoren worden voldaan (energievraag gebouw, energieverbruik fossiel, aandeel hernieuwbare energie), gebaseerd op de Trias energetica, in plaats van dat men zelf kan bepalen met welke van deze maatregelen de EPC-eis wordt behaald.
In de slipstream van de nieuwe BENG-regelgeving krijgen woningen per 1 juli 2020 een nieuwe indeling van energielabels. Een langlopende wens van de Lente-akkoord partijen gaat met de nieuwe energielabel indeling in vervulling. Nieuwbouwwoningen kunnen zich eindelijk onderscheiden met één of meer plusjes achter de A.